# Испанска инквизиция
Испанската инквизиция (на испански: Inquisición española) е държавна институция в Испания, пряко подчинена на краля, която съществува от 1478 до 1834 година.
Тя е създадена от Фернандо II и Исабела Кастилска на мястото на контролираната от папата Средновековна инквизиция в техните владения. Първоначалната цел на Испанската инквизиция е налагането на християнството сред насилствено покръстените мюсюлмани и евреи в края на Реконкистата. По-късно тя е използвана за потискане на Реформацията в испанските владения. Значението и постепенно намалява през XVIII век и през 1834 година е окончателно закрита.
Институцията на инквизицията не е испанско творение. Инквизицията е създадена чрез папска була, Ad abolendam, издадена в края на XII век от папа Луций III за борба с албигойската ерес в Южна Франция.
През 1478 г. Фернандо и Исабела Кастилска вземат разрешение от папа Сикст IV да основат специална секта. През 1808 Наполеон побеждава Испания и нарежда инквизицията там да бъде премахната. Испанската кралица-регент Мария Кристина де Борбон издава указ за премахване на испанската инквизиция на 15 юли 1834 г.